# آرام خاتشاتوريان
آرام خاتشاتوريان (بالأرمنية:Արամ Խաչատրյան) مواليد 6 يونيو 1903 – وفيات 1 مايو 1978) موسيقي ومؤلف سيمفونيات من أصل أرمني تبليسي عاصمة جورجيا والتي كانت مركزا ثقافيا لكثير من شعراء وكتاب أرمن في نهاية القرن التاسع عشر وبداية القرن العشرين. في عام 1915 هاجر أرام مع عائلته إلى مدينة كراسنودار الروسية.
امتاز بتنوع مؤلفاته وكثرتها وأبرز أعماله باليه كايانيه واسبارتاكوس وما يزال موسيقى رقصة السيوف التي ألفها خاتشاتوريان من أكثر المقطوعات المعروفة عالميا. كما أن له مؤلفات لآلة الكمان والتشيلو وموسيقى أفلام كما له ثلاث سيمفونيات.

## نشأته
ولد آرام ختشتوريان في تفليس، بالإمبراطورية الروسية، الآن تبليسي عاصمة جورجيا. كانت أسرته أرمينية فقيرة، وولد أبوه يحيى ختشوتريان في قرية بآزا العليا بجوار أردوباد في منطقة الناكيشيف. كان أبوه مالك محل لتجليد الكتب. وأمه كانت من قرية أخرى، خطبا كعادات تلك القرية قبل أن يعرف أحدهم الآخر. وأنجبا أربعة أولا وفتاة واحدة. وكان آرام أصغر الأبناء.
منذ نعومة أظافره ظهر على آرام الاهتمام البالغ بالموسيقى التي انتشرت حوله. وفي عام 1920، حينما أعلنت بلاده جمهورية سوفيتية، زار الفتى جنبات أرمينيا كلها في رحلة برعاية فناني جورجيا وأرمينيا. وقد زاد ذلك من عزمه على دراسة الموسيقى. وبرغم أنه لم يدرس الموسيقى من قبل، فقد أظهر موهبة خاصة مكنته من الالتحاق بمهد جنيسين للموسيقى، حيث درس على يد سيرجي بيكوف ومن بعده أندريا بوريسياك. وفي عام 1925 بدأ في دراسة فن التأليف مع ميخائيل جنيسين.

## دراسته
في عام 1929 انتقل إلى المعهد العالي لدراسة الموسيقى – كونسرفتوار موسكو- ليدرس على يد نيكولاي مياسكوفسكي وسيرجي فاسيلينكو. تخرج عام 1934 مؤلفا سيمفونيته الأولى. تزوج آرام في 1933 الملحنة نينا ماكاروفا، زميلته في الصف.

## حياته
في العام 1951 أصبح آرام استاذا في معهد جنيسن والمعهد البيداجوجي بموسكو وكونسرفتوار موسكو. وفي نفس الوقت تقلد مناصب هامة في اتحاد المؤلفين، حيث أصبح أمينا عاما لفرع موسكو عام 1937، ثم نائب رئيس اللجنة المنظمة للملحنين السوفيت عام 1939. كان هذا العام الذي ألف فيه باليه «السعادة» الذي أعاد تشكيله إلى باليه «غانايا» الشهير.
انضم ختشوتريان إلى اللجنة المركزية للحزب الشيوعي عام 1948، إلا أنه خسر أهميته في الحزب مؤقتا عام 1948 بسبب سيمفونيته الشعرية الثالثة، على الرغم من أن هذه السمفونية قد كتبها ختشوتريان في تمجيد الشيوعية. وقد قال عنها فيما بعد «لقد أردت أن يشعر الشعب السوفيتي بالفخر والسعادة بوطنهم العظيم». يرجح أن عدم إدراج ختشتوريان لإشارات لأفضال السلطة القائمة هو السبب أن جهوده لم تؤت أكلها.
أندريا زدانوف، السكرتير العام للجنة المركزية للحزب الشيوعي وقتها أعلن في عام 1948 أن العمالقة الثلاثة – ختشوتريان وبروكوفييف وشستاكوفيتش وغيرهم هم من المؤلفين غير ذوي الشعبية، وقد أرغمهم هذا على الاعتذار العلني.أثرت هذه الأحداث على ختشتوريان الذي يقول «هذه الأيام كانت مليئة بالحزن. لقد أحست بالظلم. لم يكن خطابي حينها صادقا. لقد تم تدميري وسحقي وفكرت جديا في تغيير مهنتي.»
عاد ختشوتريان إلى مكانته الرسمية والعامة سريعا. حصل بعدها على العديد من الجوائز منها أربعة «جائزة ستالين»(1941، 1943، 1946، 1950) و«جائزة لينين»(1959) و«جائزة الاتحاد السوفيتي»(1971)، وبعدها لقب «بطل الشعب السوفيتي»(1973). عاد ختشتوريان إلى منصب أمين اتحاد المؤلفين.
توفى ختشتريان في الأول من مايو 1978، عن عمر يناهز الخامسة والسبعين.

## أعماله
تتنوع أعمال آرام ختشتريان في مدى واسع من التنويعات الفنية الثرية. بينها باليهات وسمفونيات وكونشرتوهات والعديد من الموسيقى التصويرية لأفلام.
كتب آرام كونشرتو للفيولينة وآخرين للبيانو والتشيلو، كتبهم ختشتريان مخصصا لزملاء ثلاثة اعتادوا على العمل كفريق من 1941 إلى 1963. سمفونيات ختشتريان الثلاثة متنوعة والثالثة منها تحتاج عدد كبير من الآلات النحاسية. العمل الأكثر شهرة له هو باليه جياني وبآخره القطعة الموسيقية الشهيرة «الرقصة الوحشية».
كتب ختشتريان أعمال عديدة لسولو البيانو منها توسكاتا. اهتم ختشتريان بموسيقى الأطفال وألف العديد من الكتب ذات المقطوعات التعليمية القصيرة. استخدمت موسيقى ختشتريان في العديد من الأعمال التليفزيونية القديمة والحديثة، منها أعمال بريطانية كفيلم "The hudsucker Proxy “ وفيلم “2001: A space Odyssey” الشهيرين.
أمثلة على الأعمال:

### كونشرتو الكمان
«كونشرتو الكمان» لخاتشاتوريان الذي كتبه عام 1940 لعازف الكمان الروسي العظيم ديفيد أويستراخ، عمل يفتقر للرقي في رأي النقاد. الكتابة الأوركسترالية تصل إلى الافتقار للأصالة وتطول الأفكار أكثر مما مرحب به. الميزة الوحيدة في العمل هو جزء الكمان، الذي به إشارات وسحر يمكنهما التغلب على تقريبا كل مقاومات النقاد في يد عازف بارز. هذا خط صولو استثنائي صوتيا ملون بالنغمات الشرقية وزخرفة الموسيقى الشعبية الأرمينية وتسوده صفة رابسودية مشتاقة. هذا يكتسب طابع ليلي في الحركة الثانية واستهتار في الحركة الثالثة. لمن يجذبه الحيوية الساذجة للعمل، يوجد بالمثل الكثيرون الذين يعتبروه مفرط في العاطفية ويفتقر للذوق. فاز العمل بجائزة ستالين عام 1941.

### موسيقى الباليه
موهبة خاتشاتوريان المحددة للألحان الخالدة وكتابة أوركسترالية جيدة تتناسب أكثر مع الطبيعة المتسلسلة لموسيقى الباليه وأعماله "جيانيه" و"سبارتاكوس" حافظت على سمعته الدولية. جيانيه مثال كلاسيكية للواقعية الاشتراكية حيث تفوز البطلة العاملة في مزرعة بحب قائد في جيش الحمر. العمل ملئ بألحان مستوحاة من التراث الشعبي، حلقته الشهيرة "رقصة السيوف" لها حياة خاصة بها حتى تتجسد مثل أغاني البوب. “سبارتكوس" باليه يروي ثورة العبد الشهير ضد الرومان رغم أنه مناصر للحقوق استمر بعد انهيار الشيوعية وما زال يعرض كباليه. تتصل الموسيقى بالقفزات النشيطة لراقصي البولشوي الرجال لكن مثل جيانيه اشتهر للحن واحد شهير وهو الاداجيو الذي يرقصه سبارتكاوس وزوجته فريجيا، الذي استخدم كموسيقى في إحدى مسلسلات البي بي سي.

## روابط خارجية
- آرام خاتشاتوريان على موقع IMDb (الإنجليزية)
- آرام خاتشاتوريان على موقع الموسوعة البريطانية (الإنجليزية)
- آرام خاتشاتوريان على موقع مونزينجر (الألمانية)
- آرام خاتشاتوريان على موقع ألو سيني (الفرنسية)
- آرام خاتشاتوريان على موقع ميوزك برينز (الإنجليزية)
- آرام خاتشاتوريان على موقع إن إن دي بي (الإنجليزية)
- آرام خاتشاتوريان على موقع أول ميوزيك (الإنجليزية)
- آرام خاتشاتوريان على موقع ديسكوغز (الإنجليزية)
- آرام خاتشاتوريان على موقع قاعدة بيانات الفيلم (الإنجليزية)